# まだまだあぶない刑事
『まだまだあぶない刑事』（まだまだあぶないデカ）は、2005年10月22日に東映系で公開された日本映画である。『あぶない刑事』劇場版シリーズの第6作。
キャッチコピーは「オマタセ、ベイベー。イッツ・ショータイム。」。

## 概要
前作『あぶない刑事フォーエヴァー THE MOVIE』以来、7年振りに製作された劇場版第6作。シリーズ初となる海外ロケが敢行された他、町田・真山両刑事の課長昇進や他港署職員の退職など、シリーズでは初めて本格的にレギュラーメンバーの人事異動が描かれた。
当初は足掛け19年に亘るシリーズの最終作とされていたが、2015年に次作となる劇場版第7作の製作がアナウンスされ、同時にシリーズの終結が正式に宣言された。

## ストーリー
真夜中の韓国・釜山。韓国マフィアと国際的ブラックマーケット組織が小型核爆弾の闇取引をしている現場に、7年前に海の藻屑と消えたはずの鷹山と大下が現れる。2人は人知れず潜入捜査官として組織の内偵をしていたのだった。取引の現場は押さえたものの2人が逃走に使用した小型トラックが爆発を起こし、鷹山たちは現場から姿を消す。
それから数日後、2人の姿は横浜にあった。久々の横浜の雰囲気をオープンカフェで味わっていた最中、何者かに50口径の大型ライフルで狙撃される。偶然現場に駆け付けた港署の若手刑事、水嶋と鹿沼に不審者として連行される。港署はすっかり変わってしまい、透は捜査課長（警部）、薫は少年課長（警部）、松村課長は署長（警視正）、深町課長は県警本部長（警視監）にそれぞれ出世。
水嶋と鹿沼をはじめ世代交代の波を感じる中、7年前に2人が逮捕した銀行襲撃事件の犯人・尾藤が脱獄して当時の仲間を次々に射殺する事件が発生。鷹山と大下は水嶋と鹿沼の助けで尾藤を追い詰めていく。

## キャスト
- 鷹山敏樹（神奈川県警横浜港署　捜査課　巡査長）：舘ひろし
- 大下勇次（神奈川県警横浜港署　捜査課　巡査長）：柴田恭兵
- 真山薫（神奈川県警横浜港署　少年課長　警部）　：浅野温子
- 町田透（神奈川県警横浜港署　捜査課長　警部）　：仲村トオル
- 松村優子（神奈川県警横浜港署　署長　　警視正）：木の実ナナ
- 田中文男（神奈川県警横浜港署　捜査課）：ベンガル
- 吉井浩一（神奈川県警横浜港署　捜査課）：山西道広
- 美咲涼子（海藤の秘書）：原沙知絵
- 水嶋修一（神奈川県警横浜港署　捜査課　巡査）：佐藤隆太
- 鹿沼渉　（神奈川県警横浜港署　捜査課　巡査）：窪塚俊介
- 結城梨沙（神奈川県警横浜港署　少年課　巡査）：水川あさみ
- 尾藤竜次（脱獄犯）：田中哲司
- 西村裕一：四方堂亘
- 横田（警察庁警備局長）：成瀬正孝
- 三橋（内閣情報調査室参事官）：大沢樹生
- 愛川史郎（元神奈川県警横浜港署　刑事）：飯島大介
- 海藤：森聖二
- ウェイトレス：中島知子（オセロ）
- 韓国マフィアのボスの女：町本絵里
- 深町新三（神奈川県警察本部　本部長　警視監）：小林稔侍

## スタッフ
- 製作：黒澤満、高田真治（NTV）
- 企画：奥田誠治（NTV）、遠藤茂行、伊地智啓
- プロデューサー：近藤正岳（東映）、服部紹男、飯沼伸之（NTV）
- 脚本：柏原寛司、大川俊道
- 撮影：仙元誠三
- 照明：井上幸男
- 美術：山崎秀満
- 録音：柴山申広
- 編集：只野信也
- 装飾：大庭信正
- スクリプター：小泉篤美
- 助監督：東伸児
- キャスティング：吉川威史
- 俳優担当：河合啓一
- 宣伝プロデューサー：稲本千香
- メーキング：市来満
- 製作担当：岩下真司
- 音楽：遠藤浩二（サントラ盤：BMGジャパン）
- 主題歌：オレンジペコー「空の庭」（BMGジャパン）
- エンディングテーマ：舘ひろし「貴女と…」（BMGジャパン）
- 挿入歌
  - 柴田恭兵「RUNNING SHOT〜HysteriCa mix〜」
  - 「DON'T HAVE TIME」
  - 「BLACK CAR」
  - 「LONG KILL」
  - 「監禁」
  - 「疑惑」
  - 「T & O」
  - 「CHILL」
  - 「LET ME SAY」
  - 「BATTLE 4」
  - 「WHY DON'T YOU LOVE ME」
  - 「I WILL NOT GIVE MY SOUL AWAY」
  - 「ESCAPE」
  - 「暗闇のメリーゴーランド」
  - 「MR.B」
  - 「YOKOHAMA」
  - 「IN MY ARMS」
  - 「WHO ARE YOU?」
- 音楽監督：鈴木清司
- 音楽スーパーバイザー：佐久間雅一（BMGジャパン）
- 音楽プロデューサー：津島玄一（東映音楽出版）
- 音響効果：柴崎憲治（アルカブース）
- 音効応援：中村佳央（ドリームオン）
- 録音スタジオ：東映東京撮影所
- 技斗：高瀬将嗣（日俳連アクション部会）
- ガンアドバイザー：納富貴久男（BIGSHOT）
- カースタント：竹内雅敏（TA・KA）
- ステディカム：佐光朗
- コスチュームデザイナー：加藤和孝
- VFXプロデューサー：大屋哲男
- VFXスーパーバイザー：諸星勲
- 特別協力：東京ヴェルディ、日本プロサッカーリーグ
- 協力：横浜フィルムコミッション、彩の国本庄拠点フィルムコミッション、コーンズ・アンド・カンパニー・リミテッド
- VFX編集協力：NICT本庄情報通信研究開発支援センター、早稲田大学本庄キャンパス
- 撮影協力：味の素スタジアム
- 韓国ロケ協力：釜山フィルムコミッション
- 現像：東映ラボ・テック
- フィルムレコーディング：ARRI
- 製作プロダクション：セントラル・アーツ
- 配給：東映
- 監督：鳥井邦男
- 製作：まだまだあぶない刑事製作委員会（東映、日本テレビ放送網、東映ビデオ、VAP）

## 映像ソフト
DVD
2006年4月21日発売。販売元：VAP
- カラー本編108分

【デラックス版：3枚組 VPBT12504】
封入特典
- 60ページブックレット

映像特典
- DISC1：予告編、TVスポット集
- DISC2：デカログ（プロダクションノート付メイキング映像集、消えたアドリブ集、3秒TVスポット集、フォトギャラリー、制作発表記者会見、完成披露試写会&舞台挨拶
- DISC3：インタビュー集（プロフィール画込）、赤レンガ倉庫トークショー、渋谷トークショー、初日舞台挨拶）

【通常版 VPBT12503】
映像特典
- 予告編、TVスポット集

Blu-ray
2012年9月21日発売。販売元：VAP VPXT-71228/本編108分+特典映像 片面・二層/COLOR/MPEG-4/AVC/16:9ビスタサイズ 1080p High-Definition（本編のみ）/DolbyTrueHD2.0ch
映像特典
- スタッフ座談会 ~あぶデカをつくった男たち~まだまだ編（丸山昇一×柏原寛司×一倉治雄）、『あぶない刑事』劇場6作品予告編集

## テレビ放送
2006年10月20日、日本テレビ系「金曜ロードショー」で地上波初放送。
2024年6月1日、『帰ってきた あぶない刑事』の公開を記念した映画版『あぶない刑事』シリーズ4週連続放送の第3弾としてBS日テレで放送された。

## 補足
- 冒頭の韓国マフィアとの銃撃戦では、実銃ベースのステージガンが使われ、リアルなガンアクションで話題になった映画『シュリ』のスタッフが携わっている。
- 終盤のサッカーの試合シーンでは、実際に2005年4月13日に行われたJ1リーグ第5節東京ヴェルディ対サンフレッチェ広島の試合を撮影して使っている（劇中ではチーム名を東京ユナイテッドと変更して使用）。この試合撮影の際、観客も撮影してそのまま使う予定だったが、当日の気温が10℃と低温だったことが災いし満員状態での撮影ができなかった。そこで4月15日から急遽500人のエキストラを公募し、5月6日に味の素スタジアムにて応援シーンを録りなおした[5]。収録した数百人の群衆をデジタル合成で5万人に増やし、満員のスタジアムシーンを製作した。このエキストラ参加した人には記念のTシャツがプレゼントされた。